# Ščurkov potok
Ščurkov potok je potok, ki izvira v Želimeljski dolini nad juhovzhodnim robom Ljubljanskega barja in teče skozi vas Ščurki, po kateri je poimenovan. Izliva se v potok Želimeljščica, ki teče skozi vas Želimlje. Ta se severno od Iga kot desni pritok izliva v reko Iščico, ki se nato izliva v Ljubljanico. Povirni krak Ščurkovega potoka se imenuje Lahki kamen.